# 女驸马
《女驸马》，指的是一曲中国黄梅戏，其旋律在安徽省自古就有，但具體出現時間不明。
1958年，來自安庆市的黃梅戲專家王兆乾在民间流傳的《双救举》版本上對旋律、戲曲表現、劇情進行改编。他改編過的版本在首次演出後就受到熱烈追捧，在中國安徽省境內迅速躥紅。此後，王兆乾版的《女駙馬》就傳播至中國大陸各省、香港、台灣、馬來西亞、新加坡等各個華人地區，並成為了當今《女駙馬》最固定的搭配。

## 故事背景
讲述一代奇女子冯素珍的父母被贼人所害，为了替父母报仇，而孤身一人女扮男装化名为马绍民来参加一年一度的科举考试，然而不可思议的是她竟然成为了当今皇帝最宠爱的公主的驸马，即使这样，却没有人发现她真实的身份。从此她就这样卷入了宫廷里的纷争，与那些朝廷奸人斗志斗勇。后来在宫中遇到了科举同考的李兆廷，于是她便与李兆廷相爱了……

## 影视作品

### 戏曲电影
- 《女驸马》（1959年上映）
- 《双凤奇缘》（1964年上映）

### 电视剧
- 《新女驸马》（2001年开播 22集）